# Quốc lộ 3 (Ấn Độ)
Quốc lộ 3 (QL 3) là một tuyến quốc lộ nằm ở Ấn Độ. Tuyến này có điểm đầu ở Attari sát biên giới giữa hai nước Ấn Độ với Pakistan gần Amritsar và điểm cuối tại Leh ở Ladakh, tuyến Quốc lộ 3 đi qua Manali ở Himachal Pradesh.

## Lịch sử
Sau khi Cục Quản lý Quốc lộ Ấn Độ đánh số lại tất cả các tuyến quốc lộ vào năm 2010, các đoạn của Quốc lộ 1 (cũ) và Quốc lộ 70 (cũ) cũng như một số đoạn của Quốc lộ 21 (cũ) đã được nhập vào để tạo nên tuyến Quốc lộ 3 như hiện nay.
- Đoạn Attari - Jalandhar của Quốc lộ 1 cũ.
- Đoạn Jalandhar - Mandi của Quốc lộ 70 cũ.
- Đoạn Mandi - Manali của Quốc lộ 21 cũ.

## Đường đèo
Một đoạn của tuyến Quốc lộ 3 chạy qua vùng thượng của Himachal Pradesh và Ladakh, chạy qua một số đoạn đèo núi có độ cao lớn. Đoạn đèo lớn đầu tiên là sau khi đi qua Manali, đèo Rohtang ở độ cao 3.978 m. Đường đèo Rohtang nối giữa thung lũng Kullu với các thung lũng thuộc huyện Lahaul và Spiti, Himachal Pradesh. Đoạn đèo lớn tiếp theo trên tuyến Quốc lộ 3 là Baralacha La ở độ cao 4.890 m nằm trong dãy Zanskar. Tại thị trấn Leh, Quốc lộ 3 đi qua Nakee La (4739 m, 15547 ft), Lachulung La (5064 m, 16616 ft) và Taglang La.

## Tuyến
Tuyến đường Quốc lộ 3 chạy qua ba bang:

### Punjab
Attari, Amritsar, Jalandhar, Hoshiarpur - Ranh giới với Himachal Pradesh (178,44 km).

### Himachal Pradesh
Ranh giới giữa Punjab - Nadaun, Hamirpur, Toni Devi, Awa Devi, Mandi, Kullu, Manali, Gramphoo, Kyelong - ranh giới với Himachal Pradesh (208 km).

### Ladakh
Ranh giới với Himachal Pradesh - Leh (170 km).

## Nâng cấp, mở rộng
Gói nâng cấp đường từ hai lên bốn làn xe trên đoạn từ Jalandhar đến Hoshiarpur đã được NHAI thi công để cải thiện khả năng kết nối giao thông. Nạn tắc đường thường gặp phải ở Adampur và Rama Mandi trên một đoạn dài 58 km. Khoảng 39,4 km đường của gói dự án này đã được giao cho Bộ Giao thông Punjab.

## Danh sách nút giao
- Điểm xuất phát tại Wagah, biên giới Ấn Độ và Pakistan
- Quốc lộ 54 gần Amritsar
- Quốc lộ 354 gần Amritsar
- Quốc lộ 503A gần Amritsar
- Quốc lộ 44 gần Jalandhar
- Quốc lộ 703 gần Jalandhar
- Quốc lộ 703A gần Jalandhar
- Quốc lộ 344B gần Hoshiarpur
- Quốc lộ 503A gần Hoshiarpur
- Quốc lộ 503 gần Mubarakpur
- Quốc lộ 303 gần Nadaun
- Quốc lộ 103 gần Hamirpur
- Quốc lộ 305 gần Aut
- Quốc lộ 505 gần Gramphoo
- Quốc lộ 1 là điểm cuối gần Leh